# Скоробогатова
Скоробогатова — деревня в Каргапольском районе Курганской области. Входила в состав Окуневского сельсовета. С 3 апреля 2019 года в составе Долговского сельсовета были включены все населённые пункты упразднённых Окуневского и Соколовского сельсоветов.

## Географическое положение
Расположено на левом (западном) берегу реки Миасс, примерно в 3 км к северу от села Окуневское; в 25 км (30 км по автодороге) к юго-западу от районного центра посёлка Каргаполье; в 80 км (116 км по автодороге) к северо-западу от города Кургана.

### Часовой пояс
Скоробогатова, как и вся Курганская область, находится в часовой зоне МСК+2. Смещение применяемого времени относительно UTC составляет +5:00.

## История
Деревня Скоробогатова возникла около 1685 года.
До революции входила в состав Окуневской волости Челябинского уезда Оренбургской губернии.
В конце июня — начале июля 1918 года установлена белогвардейская власть. В начале августа 1919 года восстановлена Советская власть.
В 1919 году образован Скоробогатовский сельсовет, 14 июня 1954 года упразднён, вошёл в Окуневский сельсовет.

## Население
| 1710 | 1866  | 1892  | 1901  | 1916  | 1921  | 1926  |
| ---- | ----- | ----- | ----- | ----- | ----- | ----- |
| 78   | ↗1104 | ↗1410 | ↘1235 | ↗1442 | ↗1582 | ↗1617 |
| 1989 | 2002  | 2010  |       |       |       |       |
| ↘160 | ↘109  | ↘72   |       |       |       |       |

На 2010 год население составляло 72 человека.
Национальный состав
- По данным переписи населения 2002 года проживало 109 человек, из них русские — 98 %.
- По данным переписи 1926 года проживало 1617 человек, из них русские — 1612 чел., татары — 5 чел.

## Первопоселенцы
В переписи тобольского по выбору дворянина Василия Турскаго (сентябрь 1710 года, РГАДА ф. 214 оп.1 д.1526) указаны жители деревни. Список глав семей:
- Стафей Скоробогатов
- Степан Скоробогатов
- Иван Скоробогатов
- Сергей Коробейников
- Пётр Серебряников
- Влас Кунгурец
- Иван Качюсов
- Феклист Барашев
- Кирилл Барашев